# Episodi di Celebrity Deathmatch (prima stagione)
La prima stagione della serie animata Celebrity Deathmatch, composta da 12 episodi, è stata trasmessa negli Stati Uniti, da MTV, dal 14 maggio al 22 ottobre 1998.
In Italia è stata trasmessa dal 14 gennaio al 9 marzo 1999 su MTV.
| nº | Titolo originale                        | Titolo italiano                         | Prima TV USA    | Prima TV Italia |
| -- | --------------------------------------- | --------------------------------------- | --------------- | --------------- |
| 1  | Seinfeld's Last Stand                   | Seinfeld's Last Stand                   | 14 maggio 1998  | 14 gennaio 1999 |
| 2  | Where is Stallone?                      | Where is Stallone?                      | 21 maggio 1998  | 19 gennaio 1999 |
| 3  | The Mystery Of The Loch Ness Monster    | The Mystery Of The Loch Ness Monster    | 28 maggio 1998  | 19 gennaio 1999 |
| 4  | Celebrity Deathmatch Goes To The Movies | Celebrity Deathmatch Goes To The Movies | 11 giugno 1998  | 21 gennaio 1999 |
| 5  | Nick In A Coma                          | Nick In A Coma                          | 23 luglio 1998  | 26 gennaio 1999 |
| 6  | Nick Returns                            | Nick Returns                            | 30 luglio 1998  | 26 gennaio 1999 |
| 7  | Presented By Big Bull Beer              | Presented By Big Bull Beer              | 6 agosto 1998   | 28 gennaio 1999 |
| 8  | The Missing Girl                        | The Missing Girl                        | 13 agosto 1998  | 2 marzo 1999    |
| 9  | Fandemonium I                           | Fandemonium I                           | 20 agosto 1998  | 2 marzo 1999    |
| 10 | Battle of The Bulls                     | Battle of The Bulls                     | 27 agosto 1998  | 4 marzo 1999    |
| 11 | 37th Annual Sci-Fi Fight Night          | 37th Annual Sci-Fi Fight Night          | 15 ottobre 1998 | 9 marzo 1999    |
| 12 | Masters Of The Martial Arts             | Masters Of The Martial Arts             | 22 ottobre 1998 | 9 marzo 1999    |

## Seinfeld's Last Stand
Hillary Clinton vs. Monica Lewinsky, Mariah Carey vs. Jim Carrey, Tim Allen vs. Jerry Seinfeld.

## Where is Stallone?
Rosie O'Donnell vs. Oprah Winfrey, Liam Gallagher vs. Noel Gallagher, Arnold Schwarzenegger vs. Sylvester Stallone.

## The Mystery Of The Loch Ness Monster
Bigfoot vs. Mostro di Loch Ness, Mick Jagger vs. Steven Tyler, David Letterman vs. Jay Leno.

## Celebrity Deathmatch Goes To The Movies
Roger Ebert vs. Gene Siskel, Dean Martin vs. Jerry Lewis, Spike Lee vs. Quentin Tarantino.

## Nick In A Coma
Cindy Crawford vs. Janeane Garofalo, Elvis Presley vs. Jerry Garcia, Jerry Springer vs. Rosie O'Donnell vs. Oprah Winfrey.

## Nick Returns
Fiona Apple vs. John Popper, Christopher Walken vs. Gary Oldman, Garth Brooks vs. Marilyn Manson.

## Presented By Big Bull Beer
Aretha Franklin vs. Barbra Streisand, Bill Gates vs. Michael Flatley, Leonardo DiCaprio vs. Jack Nicholson.

## The Missing Girl
Puff Daddy vs. Trent Reznor, David Hasselhoff vs. John Tesh, Bruce Willis e Demi Moore vs. Tom Cruise e Nicole Kidman.

## Fandemonium I
Steve Austin vs. Vince McMahon, Adam Sandler vs. Chris Rock, Carmen Electra vs. Jenny McCarthy.

## Battle of The Bulls
David Spade vs. Steven Seagal, Carlo, principe di Galles vs. Prince, Michael Jordan vs. Dennis Rodman.

## 37th Annual Sci-Fi Fight Night
Céline Dion vs. Keith Flint, Zatar l'Alieno vs. Nick Diamond, David Duchovny e Gillian Anderson vs. Tommy Lee Jones e Will Smith.

## Masters Of The Martial Arts
Roseanne vs. Kelsey Grammer, Brandy Norwood vs. Courtney Love, Jackie Chan vs. Jean-Claude Van Damme.